# Михаляк, Марек
Марек Генрик Михаляк (пол. Marek Henryk Michalak; род. 27 июля 1971, Свидница, Польша) — польский педагог и общественный деятель, доктор социальных наук, канцлер Международного Капитула Ордена Улыбки, председатель Международной Ассоциации им. Януша Корчака, Омбудсмен по Правам Детей Польши в 2008—2018 годах.

## Биография
Образование высшее педагогическое — выпускник Академии специального образования им. Марии Гжегожевской (Варшава), магистр реабилитационной педагогики, выпускник аспирантуры в области социальной терапии и организации социальной помощи. Прошел тренинги для активистов общественных организаций (в университете Хопкинса в Балтиморе). В 2019 году защитил докторскую диссертацию "Орден Улыбки как социокультурный феномен мира детей и взрослых", получив докторскую степень социальных наук по дисциплине педагогика.

## Общественная деятельность
С 1987 года — председатель клуба Друзей больных детей «Сердце» в Свиднице.
В 1990—2008 годах выполнял функции председателя правления Ассоциации друзей больных детей «СЕРДЦЕ».
В 1993 году основал детскую общественную организацию «Сердечко», которая действует и сейчас при общественной организации «Сердце» — Европейском центре дружбы детей в городах Свидница и Шаров. Михаляк является автором песен для детей и юношества: «Орден от детей», «Каменный мир», «Столица грез», «Награда СЕРДЦА», «Хорошо жить», на которые польское телевидение выпустило музыкальные клипы.
Учредил Центр дружбы детей, разрабатывал программы помощи детям и семьям. В 2003 году вошел в состав Совета неправительственных организаций при Омбудсмене по правам детей Польши. Был выбран вице-канцлером Международной Капитулы Ордена Улыбки, а в 2007 году стал канцлером (президентом правления).
В 2011 году назначен членом Комитета по вопросам человеческого развития Польской Академии Наук. В 2018 году в Сиэтле был избран президентом Международной Ассоциации Януша Корчака. В 2019 году вошел в состав первого университетского совета Академии специального образования им. Марии Гжегожевской (Варшава).

## Омбудсмен по Правам Детей Польши
23 июля 2008 года члены Сейма Польши назначили Михаляка Омбудсменом по правам детей Польши. После того, как польский Сенат одобрил его избрание, 25 июля 2008 года он принял присягу перед Сеймом, начав свой пятилетний срок в должности омбудсмена.
В 2011—2012 годах избирался председателем Европейской сети омбудсменов по правам детей ENOC, офис которого базируется в Страсбурге; в 2010-11 и 2012—2013 гг. был вице-президентом ENOC.
12 июля 2013 года был переизбран на второй срок омбудсменом по правам детей Польши. После того, как Сенат подтвердил переизбрание 9 августа 2013 года, он принял присягу перед Сеймом 27 августа 2013 года.
Во время своей каденции создал Кодификационную комиссию по вопросам семейного права. Он также был инициатором запуска бесплатной общенациональной телефонной линии помощи детям. Разрабатывал и вводил законодательные нормы по защите детей от насилия и сексуального насилия, а также международные соглашения о правах инвалидов и защите детей. Он также был инициатором создания, а затем координатором, Года Януша Корчака в Польше (2012) и Года Ирены Сендлеровой в Польше (2018).
Закончил свою каденцию Омбудсмена по правам детей Польши 14 декабря 2018 года.

## Семья
Женат на Адриане Михалак, имеет дочь Юлию и сына Милоша.

## Награды и отличия
Орден Улыбки — 1994
Медаль городского совета города Жарув — 2001
Серебряный Крест Заслуги — 2003
Медаль Gloria Pediatrica Польской Педиатрической Ассоциации — 2015
Бронзовая Медаль за Заслуги перед Полицией — 2015
Крест Командира со Звездой Ордена Святого Станислава (частный, награжден Большим Национальным Главой Ордена Святого Станислава в Польше) — 2016
Почетная медаль города Глогув — 2017
Знак Почета «За заслуги в защите прав человека» — 2018
Титул Свидничанин года (город Свидница) — 1995, номинирован в программе «Обычные-Необычные» польского телевидения TVP (1997), награжден Polcul Foundation в Австралии (2000), Оскар Польской Педиатрии (2011 и 2013), титул Друг Школы (2012), другими призами и наградами, которые предоставляются неправительственными организациями и местными органами власти.
Звание "Почетного посла Детей, больных раком мозга" (2008). Звание Почетного жителя города Глухолазы. Почетное членство Польского Общества Детской Стоматологии (2018). Звание Почетного жителя Свидница за заслуги перед городом — 2013.

## Публикации
- Права детей. Документы ООН / Prawa dziecka. Dokumenty Organizacji Narodów Zjednoczonych (zbiór i oprac. wspólnie z Pawłem Jarosem), Biuro Rzecznika Praw Dziecka, Warszawa 2015, ISBN 978-83-89658-08-1[18]
- Битье детей … Время заканчивать! / Bicie dzieci… Czas z tym skończyć! Kontestacja kar cielesnych we współczesnym świecie (współautor z Ewą Jarosz), Biuro Rzecznika Praw Dziecka, Warszawa 2018, ISBN 978-83-89658-33-3[19]
- Права детей. Документы Европейского Союза / Prawa dziecka. Dokumenty Unii Europejskiej, tomy I—II (zbiór i oprac. wspólnie z Pawłem Jarosem), Biuro Rzecznika Praw Dziecka, Warszawa 2018, ISBN 978-83-89658-59-3[20]
- Права детей вчера, сегодня, завтра — перспектива от Корчака/ Prawa dziecka wczoraj, dziś i jutro — perspektywa korczakowska. The Rights of the Child Yesterday, Today and Tomorrow — the Korczak Perspective, tomy I—III, (red.), Biuro Rzecznika Praw Dziecka, Warszawa 2018, ISBN 978-83-89658-87-6[21]
- Стандарты охраны прав детей / Standardy ochrony praw dziecka (red.), Biuro Rzecznika Praw Dziecka, Warszawa 2018, ISBN 978-83-89658-82-1[22]
- The Rights of the Child and the Order of the Smile. Korczak’s Influence in Today’s World, w: Nurture, Care, Respect, and Trust. Transformative Pedagogy Inspired by Janusz Korczak, Myers Education Press, Nowy Jork 2020, ISBN 978-1-9755-0131-0
- О необходимости нового Семейного кодекса и его аксиологических оснований. К 30-летию Конвенции о правах ребенка / O potrzebie nowego Kodeksu Rodzinnego i jego podstawach aksjologicznych. W 30. rocznicę uchwalenia Konwencji o prawach dziecka (red. nauk. wspólnie ze Stanisławem Leszkiem Stadniczeńką), Wydawnictwo Adam Marszałek, Toruń 2019, ISBN 978-83-8180-245-1.
- Орден Улыбки - совместный мир детей и взрослых/ Order Uśmiechu – wspólny świat dzieci i dorosłych, Międzynarodowa Kapituła Orderu Uśmiechu, Warszawa 2020, ISBN 978-83-956886-1-4.